# 旧金山现代艺术博物馆
旧金山现代艺术博物馆（英語：San Francisco Museum of Modern Art，简称SFMOMA）是一间位于美国旧金山的现代艺术博物馆，舊称为旧金山艺术博物馆，是美国西岸第一家專展二十世紀艺术的博物馆。

## 历史
1935年，由格雷斯·莫利（Grace Morley）成立，当时艾伯特·M·本德尔（Albert M. Bender）捐出36件艺术品，包括迭戈·里韋拉的「擕花者」等作品，确立博物馆的核心永久馆藏。本德尔其後成為博物館的其中一位董事，1941年去世前捐赠超过1,100藝術品予博物馆。2008年，该馆推出重新设计的官方网站，其中包括能够浏览该博物馆的永久馆藏。一个14,400平方英尺（1340平米）的屋顶花园中，詹森建筑师于2009年设计了一个画廊，由玻璃环绕的桥画廊连接到馆的五楼。

## 外部連結
- 官方网站
- Interactive map of Museum of Modern Art
- 有關屋頂花園的資料及建築繪圖

Template:旧金山